# Bryohaplocladium praelongum
Bryohaplocladium praelongum là một loài Rêu trong họ Thuidiaceae. Loài này được (Schimp. ex Besch.) H.A. Crum mô tả khoa học đầu tiên năm 1984.